# Seznam děkanů Fakulty strojního inženýrství Vysokého učení technického v Brně
Toto je seznam děkanů Fakulty strojního inženýrství Vysokého učení technického v Brně.
1. Michal Ursíny (1900–1901)
2. Antonín Sucharda (1901–1902)
3. Zdeněk Elger z Elgenfeldu (1902–1903)
4. Leopold Grimm (1903–1904)
5. František Hasa (1904–1905)
6. Josef Sumec (1905–1906)
7. Jan Zvoníček (1906–1907)
8. Bedřich Procházka (1907–1908)
9. Matyáš Lerch (1908–1909)
10. Václav Karel Řehořovský (1909–1910)
11. Vladimír List (1910–1911)
12. Karel Ryska (1911–1912)
13. Vladimír Novák (1912–1913)
14. Bohumil Vlček (1913–1914)
15. Zdeněk Elger z Elgenfeldu (1914–1915)
16. Josef Sumec (1915–1916)
17. Josef Zvoníček (1916–1917)
18. Leopold Grimm (1917–1918)
19. Vladislav Sýkora (1918–1919)
20. Vladimír List (1919–1920)
21. Karel Ryska (1920–1921)
22. Bohumil Vlček (1921–1922)
23. Zdeněk Elger (1922–1923)
24. František Píšek (1923–1924)
25. Leopold Grimm (1924–1925)
26. Josef Kožoušek (1925–1926)
27. Josef Sumec (1926–1927)
28. Karel Ryska  (1927–1929)
29. Antonín Nedoma (1929–1930)
30. Josef Klíma (1930–1931)
31. Zdeněk Elger (1931–1932)
32. Karel Čupr (1932–1933)
33. Bohumil Vlček (1933–1934)
34. František Píšek (1934–1935)
35. Václav Bubeník (1935–1936)
36. Jan Kieswetter (1936–1937)
37. Vladimír Křivánek (1937–1938)
38. Milan Krondl (1938–1939)
39. Vladimír List (1939–1940)
odbor uzavřen
40. Josef Velíšek (1945)
41. Josef Kožoušek (1945–1946)
42. Vladimír Křivánek (1946–1947)
43. Antonín Nedoma (1947–1948)
44. Vladimír Souček (1948–1949)
45. Vladimír Chlumský (1949–1951)
fakulta zrušena
46. František Píšek (1956–1957)
47. nezjištěno (1957–1958)
48. Antonín Němec (1958–1962)
49. Vladimír Horák (1962–1970)
50. Antonín Němec (1970–1973)
51. Jan Žižka (1973–1980)
52. Karel Rusín (1980–1985)
53. Karol Filakovský (1985–1989)
54. Jaromír Slavík (1990–1994)
55. Jan Vrbka (1994–1999)
56. Josef Vačkář (1999–2006)
57. Miroslav Doupovec (2006–2014)
58. Jaroslav Katolický (2014–2022)
59. Jiří Hlinka (od 2022)[2]